# Matriu de decalatge
En matemàtiques, una matriu de decalatge és una matriu booleana amb entrades iguals a 1 només a la superdiagonal o a la subdiagonal, i zeros altrament. Una matriu de decalatge U amb valors 1 a la superdiagonal s'anomena matriu de decalatge superior (la notació U prové de l'anglès upper, superior). Anàlogament, una matriu de decalatge L amb valors 1 a la subdiagonal s'anomena matriu de decalatge inferior (la notació L prové de l'anglès lower, inferior). L'entrada (i,j)-sima de U i L es defineix per
{\displaystyle U_{ij}=\delta _{i+1,j},\quad L_{ij}=\delta _{i,j+1},}
on {\displaystyle \delta _{ij}} és el símbol delta de Kronecker.
Per exemple, les matrius de decalatge 5×5 són
{\displaystyle U_{5}={\begin{pmatrix}0&1&0&0&0\\0&0&1&0&0\\0&0&0&1&0\\0&0&0&0&1\\0&0&0&0&0\end{pmatrix}}\quad L_{5}={\begin{pmatrix}0&0&0&0&0\\1&0&0&0&0\\0&1&0&0&0\\0&0&1&0&0\\0&0&0&1&0\end{pmatrix}}.}
Òbviament, la transposada d'una matriu de decalatge inferior és una matriu de decalatge superior i viceversa.
Si multipliquem per l'esquerra una matriu A per una matriu de decalatge inferior (resp. superior), obtenim una altra matriu on els elements de A s'han desplaçat una posició cap avall (resp. cap amunt), i amb zeros a la primera (resp. última) fila. Anàlogament, si multipliquem per la dreta per una matriu de decalatge inferior (resp. superior), veurem que els elements es desplacen una posició cap a l'esquerra (resp. dreta).
Hom pot veure fàcilment que qualsevol matriu de decalatge és nilpotent; una matriu de decalatge S de mida n per n esdevé la matriu zero quan s'eleva a l'n-sima potència.

## Propietats
Siguin L i U les matrius de decalatge inferior i superior de mida n per n, respectivament. Llavors hom pot observar-ne les següents propietats:
- det (U) = 0
- tr (U) = 0
- rang (U) = n−1
- El polinomi característic de U és

{\displaystyle p_{U}(\lambda )=(-1)^{n}\lambda ^{n}.}
- Un = 0. Això es desprèn de la propietat anterior pel Teorema de Cayley-Hamilton.
- El permanent de U és 0.

(anàlogament per L)
Les següents propietats mostren la relació entre U i L:
- LT = U; UT = L
- Els nuclis de U i L són

{\displaystyle \operatorname {nuc} (U)=\langle (1,0,\ldots ,0)^{T}\rangle ,}
{\displaystyle \operatorname {nuc} (L)=\langle (0,\ldots ,0,1)^{T}\rangle .}
- L'espectre de U i L és {\displaystyle \{0\}}. La multiplicitat algebraica de 0 és n, i la seva multiplicitat geomètrica és 1. A partir de les expressions dels nuclis, és una conseqüència que l'únic vector propi (llevat d'homotècia) de U és {\displaystyle (1,0,\ldots ,0)^{T}}, i l'únic vector propi de L és {\displaystyle (0,\ldots ,0,1)^{T}}.
- Per LU i UL tenim

{\displaystyle UL=I-\operatorname {diag} (0,\ldots ,0,1),}
{\displaystyle LU=I-\operatorname {diag} (1,0,\ldots ,0).}
Aquestes dues matrius són idempotents, simètriques, i tenen el mateix rang que U i L.
- Ln-aUn-a + LaUa = Un-aLn-a + UaLa = I (la matriu identitat), per qualsevol enter a entre 0 and n (ambdós inclosos).

## Exemples
{\displaystyle S={\begin{pmatrix}0&0&0&0&0\\1&0&0&0&0\\0&1&0&0&0\\0&0&1&0&0\\0&0&0&1&0\end{pmatrix}};\quad A={\begin{pmatrix}1&1&1&1&1\\1&2&2&2&1\\1&2&3&2&1\\1&2&2&2&1\\1&1&1&1&1\end{pmatrix}}.}
Llavors {\displaystyle SA={\begin{pmatrix}0&0&0&0&0\\1&1&1&1&1\\1&2&2&2&1\\1&2&3&2&1\\1&2&2&2&1\end{pmatrix}};\quad AS={\begin{pmatrix}1&1&1&1&0\\2&2&2&1&0\\2&3&2&1&0\\2&2&2&1&0\\1&1&1&1&0\end{pmatrix}}.}
Existeixen moltes permutacions possibles. Per exemple, {\displaystyle S^{T}AS} és igual a la matriu A desplaçada cap amunt i cap a l'esquerra al llarg de la diagonal principal.
{\displaystyle S^{T}AS={\begin{pmatrix}2&2&2&1&0\\2&3&2&1&0\\2&2&2&1&0\\1&1&1&1&0\\0&0&0&0&0\end{pmatrix}}.}